# Stanisław Podgórski (kolarz)
Stanisław Podgórski (ur. 7 maja 1905 w Warszawie, zm. 15 maja 1981 tamże) – kolarz torowy, olimpijczyk z Amsterdamu 1928.

## Życiorys

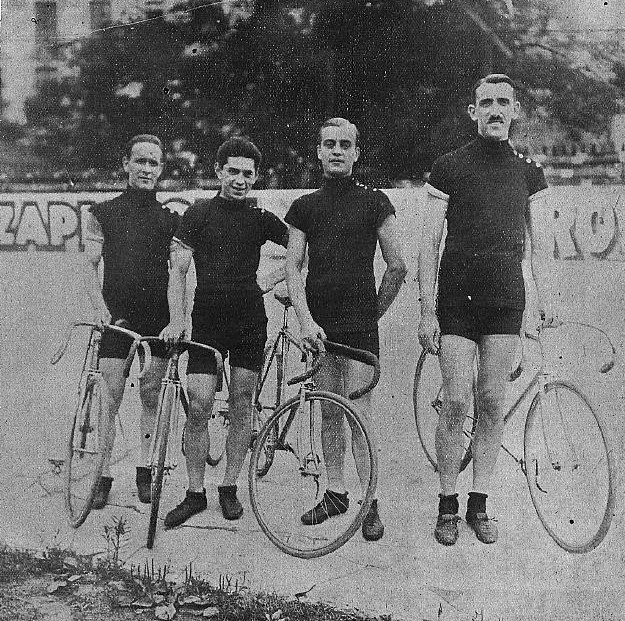
Od lewej Stanisław Podgórski, Józef Oksiutycz, Józef Lange, Franciszek Szymczyk (4 lipca 1925)

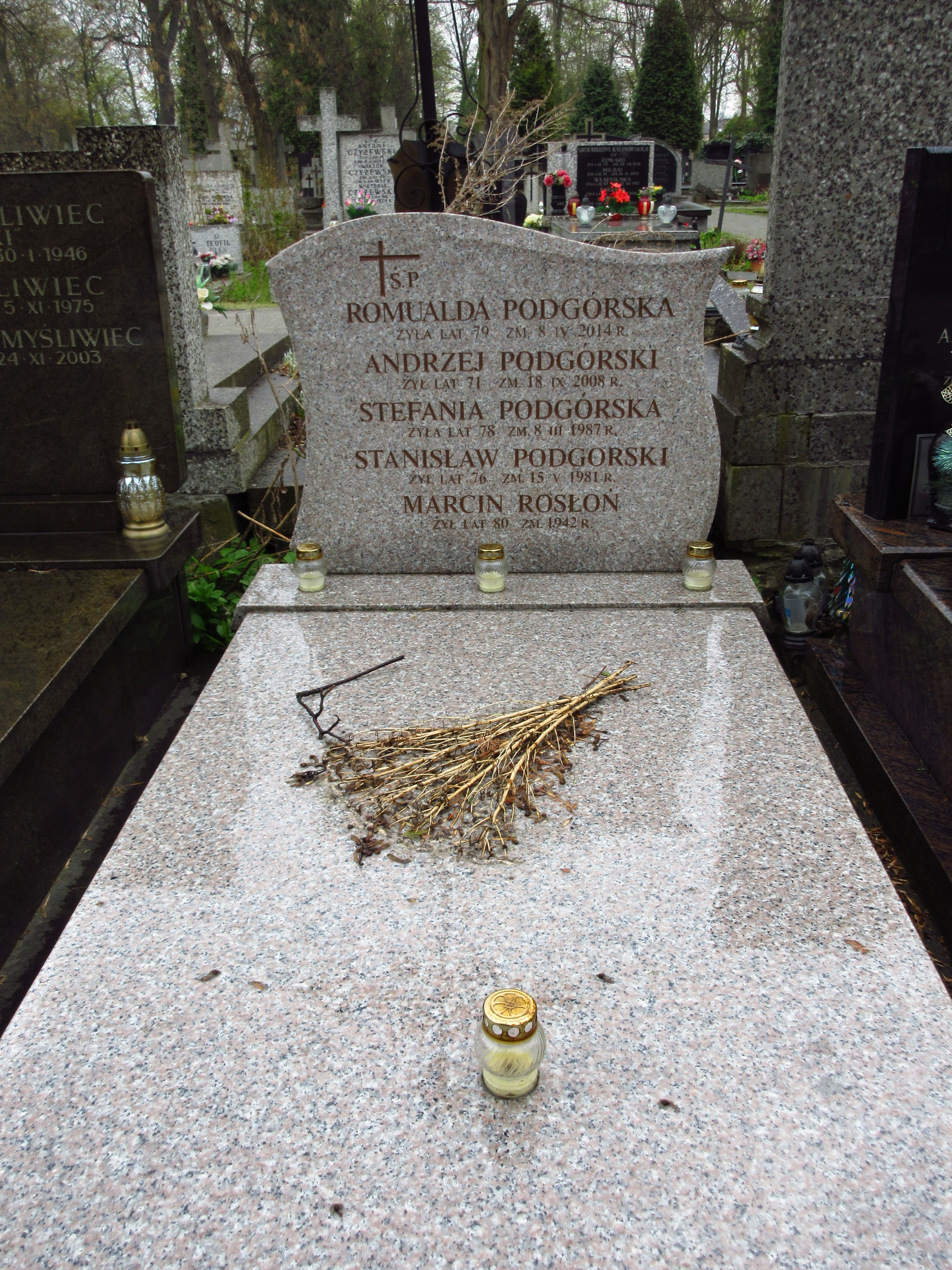
Nagrobek Stanisława Podgórskiego

Urodził się w rodzinie Mikołaja i Tekli z Łacińskich. Po ukończeniu szkoły podstawowej przysposabiał się w prywatnych zakładach do wykonywania zawodu mechanika samochodowego.
Przez całą karierę sportową związany był z Warszawskim Towarzystwem Cyklistów. Specjalizował się w sprintach. Był trzykrotnym wicemistrzem Polski w tej konkurencji (1925, 1929, 1930). Startował również w wyścigach drużynowych na 4000 m. 4 lipca 1925 na torze w Dynasach drużyna w składzie Franciszek Szymczyk, Józef Lange, Stanisław Podgórski, Józef Oksiutycz ustanowiła rekord świata w biegu drużynowym na 4000 m czasem 5 minut 9 sekund. Trzykrotnie startował na mistrzostwach świata w kolarstwie torowym w sprincie (1925, 1926, 1929) jednak bez powodzenia (odpadał w eliminacjach).
Na igrzyskach olimpijskich w 1928 reprezentował Polskę w wyścigu tandemów na dystansie 2000 m odpadając jednak w eliminacjach.
Okupację niemiecką przeżył w Warszawie. Po wojnie nie brał czynnego udziału w życiu sportowym.
Ożenił się ze Stefanią Rosłoń (zm. 1987).
Został pochowany 26 maja 1981 na cmentarzu Bródnowskim (kwatera 22D-2-3).